# سیارک ۸۸۲۹۷
سیارک ۸۸۲۹۷ (به انگلیسی: 88297 Huikilolani، نامگذاری:2001NP14) هشتاد و هشت هزار و دویست و نود و هفتمین سیارک کشف شده‌است که در ۱۱ ژوئیه ۲۰۰۱ کشف شد.